# Mníšek
Mníšek är en ort i Tjeckien.   Den ligger i regionen Liberec, i den norra delen av landet, 90 km nordost om huvudstaden Prag. Mníšek ligger 387 meter över havet och antalet invånare är 1 133.
Terrängen runt Mníšek är huvudsakligen kuperad, men söderut är den platt.Runt Mníšek är det mycket tätbefolkat, med 1 135 invånare per kvadratkilometer. Närmaste större samhälle är Liberec, 7,2 km söder om Mníšek. I omgivningarna runt Mníšek växer i huvudsak blandskog.